# René Deleplace
Pour les articles homonymes, voir Deleplace.
René Deleplace, né le 16 février 1922 à Calais et mort le 9 janvier 2010 à Fontenay-aux-Roses, est un joueur, entraîneur et théoricien de rugby à XV, musicien et enseignant.
Il est reconnu comme le premier grand théoricien du rugby français.

## Biographie

### Formation
Originaire d'Arras, une fois titulaire d'un baccalauréat en mathématiques élémentaires[réf. nécessaire] en 1940, il obtient à l'université de Lille en 1943 sa licence de mathématiques complétée par un certificat de mécanique céleste. Il envisage de préparer l'agrégation de mathématiques et pense alors se destiner à une carrière de chercheur en astronomie.
Néanmoins, la Seconde Guerre mondiale va en décider tout autrement. Après plusieurs contrôles de police, il est considéré comme réfractaire au Service du travail obligatoire. Il s'enfuit alors en Mayenne en 1944[réf. nécessaire].
À l'issue de la guerre, il prépare le concours d'accès à l'École normale supérieure d'éducation physique qu'il intègre en 1946. Il obtient ainsi le diplôme de l'ENSEP en 1948, étant à la fois major du concours d'entrée et du classement de sortie.

### En tant que professeur
Après l'obtention de son diplôme, il exerce son métier de professeur d'éducation physique, mais aussi de mathématicien.
Affecté de 1948 à 1951 à l'École normale d'instituteurs de Troyes, il enseigne ensuite dans différents lycées de 1951 à 1959 et de 1961 à 1967 : au lycée Marceau de Chartres (1951-1953), au lycée Janson-de-Sailly (1953-1956) puis au lycée Saint-Louis (1956-1959), au lycée Lakanal de Sceaux (1961-1967) où il expérimente avec succès une nouvelle organisation du sport scolaire[réf. nécessaire].
Entre-temps, il travaille à l'INSEP de 1959 à 1961,, puis de 1967 à 1986 au sein de l'établissement qui allait devenir l'UFR STAPS de l'Université Paris-V,.

### Débuts dans le milieu du rugby à XV
René Deleplace pratique le rugby à XV, sport qu'il avait découvert au contact des troupes britanniques, pendant la « drôle de guerre ».
Il se reconvertit ensuite en tant qu'entraîneur de plusieurs équipes. Après avoir officié auprès du club d'Arras[réf. nécessaire], il entraîne le PUC de 1958 à 1986, avec qui il atteint les demi-finales du championnat de France en 1958. Il prend également en charge l'équipe nationale de Roumanie à partir de 1959 ; il est ainsi à la tête de la sélection roumaine qui bat pour la première fois de son histoire l'équipe de France en 1960.

### Travaux de théoricien du rugby à XV
Les travaux de René Deleplace sur le mouvement général ont influencé des entraîneurs de rugby et des chercheurs en sciences et techniques des activités physiques et sportives (STAPS). 
Sa pensée est fondée sur un principe de liberté d'initiative des joueurs qui préside au mouvement général au plan collectif total.
Explicitée et détaillée dans son célèbre ouvrage publié en 1979, elle repose sur la modélisation mathématique des choix possibles des joueurs à partir des angles d'inflexion de leurs courses respectives.
Cette théorie a donné naissance au « french flair », expression utilisée par les britanniques pour définir et qualifier le jeu à la française.
Pierre Villepreux compte parmi ses plus fidèles disciples.
Prémonitoire, le dernier billet de René Deleplace, tel un véritable testament, adressé notamment à Pierre Villepreux, fut précisément consacré à l'étude du concept de « french flair ».

### Décès
René Deleplace meurt subitement d'une crise cardiaque le 9 janvier 2010,. Il avait fait don de son corps à la science.

## Publications
- Le Rugby. Analyse technique et pédagogie, Éditions Armand Colin, Paris, 1966.
- L'enseignement du rugby, Colloque des cadres techniques de la FFR, Paris, 1972.
- Rugby de mouvement, rugby total, Éditions EPS, Paris, 1979.
- Entretien avec Pierre Villepreux, Actes du stage international de Marciac 1988, Éditions AEEPS, Paris, 1989.
- Dans notre pays, comment obtenir le meilleur joueur possible ?, Forum sur la culture rugystique organisé à l'occasion du centenaire du Stade toulousain, Toulouse, 20 décembre 1990.
- Modélisation des phases de mouvement général, Communication privée, Toulouse, février 1991.
- Clarification des concepts sur le jeu de mouvement : point crucial, premier et deuxième temps de l'action, Actes du stage international de Marciac 1989, Éditions AEEPS, Paris, 1993.